# عين جفال
عين جفال قرية تونسية تابعة لمعتمدية جلمة من ولاية سيدي بوزيد، ومحاذية لجبل مغيلة. ذاع صيتها في أواسط شهر نوفمبر 2015، عندما نزح أهلها كافة إلى مدرسة مجاورة، خوفا من تهديدات الإرهابيين المتحصنين بالجبل المجاور.

## التاريخ
في ليلة 18 نوفمبر 2015، تحولت قرابة 20 عائلة من القرية إلى المدرسة الابتدائية عين مدور للاحتماء من مداهمة منازلهم من قبل مجموعات ارهابية. هذا وتحولت فرقة من الجيش الوطني إلى المدرسة من أجل تأمين سلامة المواطنين كما دعت الوحدات العسكرية أهالي المنطقة إلى الالتحاق بالمدرسة.
وأفاد عدد من الأهالي بالجهة بأنهم شاهدوا بعض المشتبه في كونهم إرهابيين، يصل عددهم إلى 5 أفراد يتجولون بالقرب من مكان الحادثة التي جدت مساء نفس اليوم والمتمثلة في مهاجمة أحد المتساكنين ومحاولة اختطافه.